# The Furnace
The Furnace è un film australiano presentato nel settembre 2020 alla 77ª Mostra internazionale d'arte cinematografica di Venezia nella sezione Orizzonti. Il film è scritto e diretto da Roderick MacKay.

## Trama
Il giovane cammelliere Hanif incontra l'ambiguo "bushman" Mal. Mal chiede supporto ad Hanif per aiutarlo a raggiungere la fornace e fondere i lingotti d'oro che ha rubato alla Corona britannica con la promessa di dividere con lui il bottino. Il ragazzo accetta: quei soldi saranno il suo modo di dimostrare alla famiglia che la sua scelta di recarsi in Australia per trovare fortuna ha avuto successo ed essere così considerato un uomo dal padre. Ma le truppe della Corona li inseguono attraverso gli sconfinati territori inospitali dell'Ovest Australia, dove il caldo e la febbre dell'oro condurranno i protagonisti a scelte difficili, gesti estremi e alla pazzia.

## Riconoscimenti
AACTA Award - 2020
- Candidatura per miglior film
- Candidatura per miglior regia a Roderick MacKay
- Candidatura per miglior sceneggiatura originale a Roderick MacKay
- Candidatura per miglior attore a Ahmed Malek
- Candidatura per miglior attore non protagonista a Baykali Ganambarr